# Nationalpark Phu Kao - Phu Phan Kham
Der Nationalpark Phu Kao – Phu Phan Kham (Thai: อุทยานแห่งชาติภูเก้า-ภูพานคำ) ist ein Nationalpark in der Nordostregion von Thailand, dem Isan.

## Geographie
Der Nationalpark liegt im Nordosten der Khorat-Hochebene. Er liegt im Süden der Provinz Nongbua Lamphu sowie im Norden der Provinz Khon Kaen. Ein großer Teil des Nationalparks wird vom Stausee des Ubol-Ratana-Staudamms eingenommen. Der Park schließt Teile der Phu Kao Gebirgskette und der Phu Phan Gebirgskette mit ein.

## Geschichte
Der 322 km² große Park wurde am 20. September 1985 als 50. Nationalpark Thailands eröffnet.

## Klima
Wie in fast allen anderen Landesteilen gibt es auch hier drei Jahreszeiten: die Regen-, Winter- und Sommersaison.
- Sommer: März bis Mai, wobei der April der durchschnittlich heißeste Monat ist
- Regen: Juni bis Oktober, der Monat mit den heftigsten Regenfällen ist der Monat August.[1]
- Winter: November bis Februar, im Januar treten die tiefsten Temperaturen auf. Die tiefen Temperaturen im Januar sind bedingt durch Hochdruckeinflüsse, die ihren Ursprung im südlichen China haben.[2]

## Sehenswürdigkeiten
Neben einigen Wasserfällen sind mehrere Höhlen zu besichtigen, in denen Archäologen Hinweise gefunden haben, dass sie bereits vor 3500 Jahren von Menschen bewohnt waren. Wandmalereien und Einritzungen in den Felswänden sollen aus der Ban-Chiang-Periode stammen.
- Tat Fa Wasserfall
- Tat Hin Taek Wasserfall
- Suea Tok Höhle, Palan Hai Höhle, Bong Phak Höhle, Chan Dai Höhle, Sam Ta Höhle, Rakha Khanit Höhle u. a.

Vom Hosawan-Aussichtspunkt (หอสวรรค์) hat man eine weite Sicht über den Park, der in der Mitte „flach wie eine Bratpfanne“ ist und vom Phu-Phan-Höhenzug begrenzt wird.